# Granicznik (Świerki)
Granicznik (niem. Markgrund) – osada wsi Świerki w Polsce, położona w województwie dolnośląskim, w powiecie kłodzkim, w gminie Nowa Ruda, w Sudetach Środkowych.
W latach 1975–1998 osada administracyjnie należała do województwa wałbrzyskiego.

## Zabytki
- ruina murowanej kapliczki św. Anny (niem. Annakirche) z wieżyczką z XIX w.
- krzyż z 1841 r.[5]
- pozostałości pamiątkowego kamienia (niem. Denkstein für die Gefallenen) dla uczczenia poległych w potyczce w lutym 1807 r. pomiędzy oddziałami pruskimi i napoleońskimi (bawarskimi) podczas wojny napoleońskiej z Prusami.

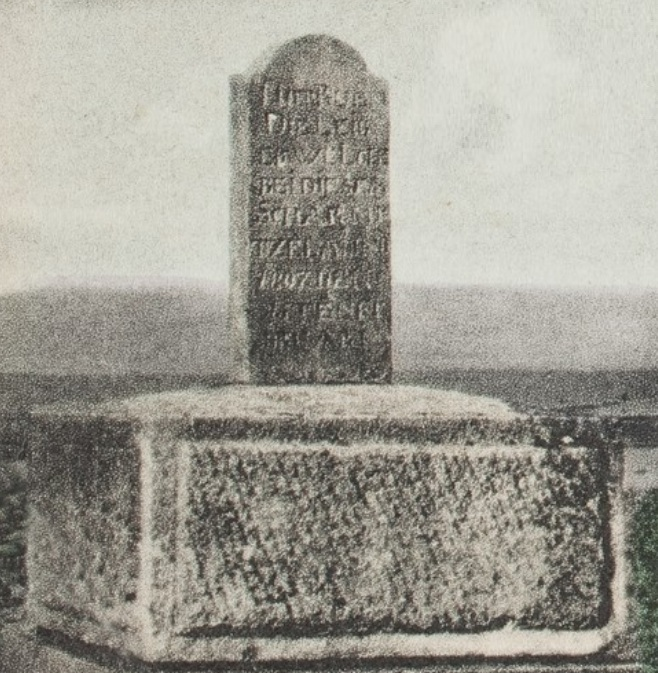
Granicznik - pomnik